# Robert Webster
Robert Webster –conocido como Bob Webster– (Berkeley, 25 de octubre de 1938) es un deportista estadounidense que compitió en saltos de trampolín y plataforma.
Participó en dos Juegos Olímpicos de Verano en los años 1960 y 1964, obteniendo dos medallas, oro en Roma 1960 y oro en Tokio 1964. Ganó dos medallas en los Juegos Panamericanos, bronce en 1959 y oro en 1963.

## Palmarés internacional
| Juegos Olímpicos     | Juegos Olímpicos         | Juegos Olímpicos  | Juegos Olímpicos |
| Año                  | Lugar                    | Medalla           | Prueba           |
| -------------------- | ------------------------ | ----------------- | ---------------- |
| 1960                 | Roma (Italia)            | Medalla de oro    | Plataforma 10 m  |
| 1964                 | Tokio (Japón)            | Medalla de oro    | Plataforma 10 m  |
| Juegos Panamericanos |                          |                   |                  |
| Año                  | Lugar                    | Medalla           | Prueba           |
| 1959                 | Chicago (Estados Unidos) | Medalla de bronce | Trampolín 3 m    |
| 1963                 | São Paulo (Brasil)       | Medalla de oro    | Plataforma 10 m  |